# Panhardstab

Skizze eines Fahrzeugs mit Panhardstab (rot). Die Federungselemente sind gelb dargestellt

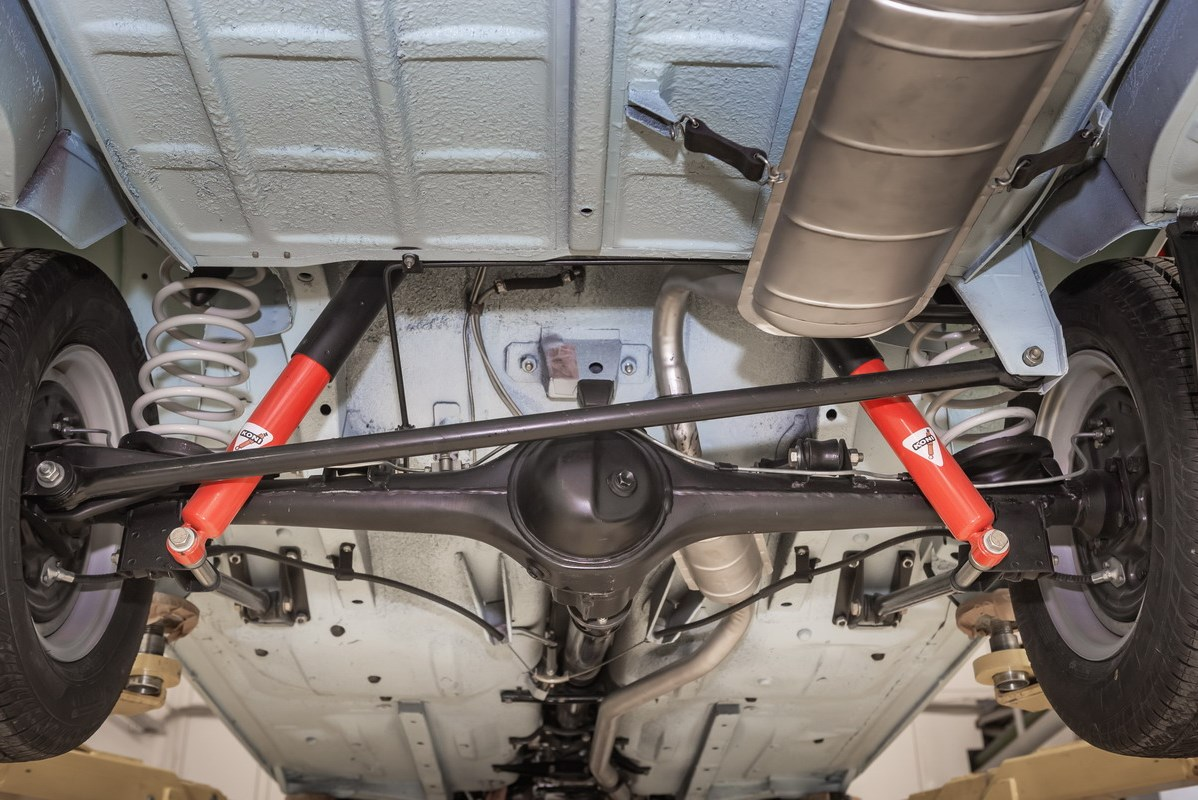
Starrachse mit vier Längslenkern und Panhardstab

Der Panhardstab ist ein Fahrwerks-Führungselement und Teil der Radaufhängung bei einigen Fahrzeugen mit Starrachse. Die einfache Achsen-Seitenführung wurde in den 1890er Jahren in Frankreich bei dem Hersteller Panhard & Levassor erfunden und wird noch heute verwendet.

## Funktion
Eine nur über Längslenker mit Fahrgestell oder Karosserie eines Fahrzeuges verbundene Starrachse könnte keine Seitenkräfte übertragen. Sie würde sich bei Kurvenfahrt in Querrichtung bewegen. Ein Panhardstab übernimmt die Querführung der Achse. Er stützt Querkräfte ab und schränkt somit einen der sechs Freiheitsgrade der Achse ein. 
Teilweise wird der Panhardstab aufgrund dieser Funktion auch als Querlenker bezeichnet. Wenn andere Querlenker wie Dreieckslenker (Reaktionsdreieck) oder ein diagonal verlaufendes Längslenkerpaar verwendet werden, ist ein Panhardstab nicht notwendig. 
Auch bei langen, weich ausgelegten Blattfedern wurden zusätzlich Panhardstäbe verwendet, um die Seitenführung zu verbessern.

## Konstruktion
Ein Panhardstab ist ein Stab, ein Profil oder ein Rohr, welches an beiden Endpunkten drehbar gelagert ist und eine Seite einer Starrachse mit dem Wagenkörper auf der anderen Seite des Fahrzeugs verbindet.
Bei Auf- und Abbewegungen der Achse dreht sich der Stab um einen geringen Winkel um seine Aufhängungspunkte. Dabei bewirkt er eine unerwünschte Seitwärtsverschiebung der Achse. Damit diese so klein bleibt, dass sie von der Federung problemlos aufgenommen werden kann, muss der Stab möglichst lang sein und fast parallel zur Achse verlaufen.
Ein Watt-Gestänge ist eine aufwändiger konstruierte Alternative zum Panhardstab, bei der keine seitliche Bewegung der Achse auftritt.
Panhardstäbe werden teilweise auch bei De-Dion-Achsen verwendet. Die De-Dion-Achse ist vom Prinzip der Radführung her eine Starrachse, bei der das Differential starr mit der Karosserie verbunden ist, um die ungefederten Massen zu verringern.